# Ctenolepisma lineatum
Ctenolepisma lineatum es una especie de insecto del género Ctenolepisma, familia, Lepismatidae. Fue descrita por Fabricius en 1775.
Se mantiene activa durante todos los meses del año, siendo mayo, junio y julio los que presentan mayor actividad.

## Distribución y hábitat
Se distribuye por Estados Unidos de América, Austria, Francia, Italia, España, Canadá, Bélgica, Ucrania, Alemania, Suiza, Croacia, Grecia, Chile, Hungría, Países Bajos, Portugal, Federación Rusa, Rumania, México, Bulgaria, Argentina, Eslovaquia, Turquía, Eslovenia, Serbia, Chequia, Japón, Nueva Zelanda, Uruguay, Albania, Bosnia y Herzegovina, Moldavia, Dinamarca, Reino Unido, Irlanda del Norte, India y Suecia.